# Inside Wikileaks – Die fünfte Gewalt
Inside WikiLeaks – Die fünfte Gewalt (Originaltitel: The Fifth Estate) ist ein US-amerikanischer Film des Regisseurs Bill Condon aus dem Jahr 2013. Der Film thematisiert die Geschichte der Enthüllungsplattform WikiLeaks von den ersten Leaks bis hin zur Abschaltung der Wikileaks-Server im Jahr 2010 aufgrund der Veröffentlichung geheimer US-Militärdokumente. Die Filmhandlung basiert schwerpunktmäßig auf der autobiografisch gefärbten Veröffentlichung Inside WikiLeaks von Daniel Domscheit-Berg über seine Zusammenarbeit mit dem Netzaktivisten Julian Assange sowie dem von den beiden britischen Journalisten David Leigh und Luke Harding veröffentlichten Buch WikiLeaks: Inside Julian Assange’s War on Secrecy.

## Handlung und Hintergründe
Allgemeiner Handlungsrahmen sowie Filmplot von Inside WikiLeaks ist die Geschichte der Whistleblower-Internetplattform WikiLeaks. Dramaturgisch rückt der Film die beiden Plattformbegründer und Hauptakteure Daniel Domscheit-Berg (Daniel Brühl) und Julian Assange (Benedict Cumberbatch) in den Mittelpunkt. Einstieg in die Geschichte – nach einem kurzen Vorspann zur Geschichte der Informationsveröffentlichung von der Frühzeit bis zur letzten Printausgabe des renommierten Nachrichtenmagazins Newsweek – ist das Zusammentreffen Domscheit-Bergs mit Assange. In chronologischer Form widmet sich der Film den einzelnen Etappen der WikiLeaks-Historie: dem Aufbau der nötigen Infrastruktur, den Kontakten, dem Milieu konspirativ agierender Hacker und Datenzuträger, den ersten Datenveröffentlichungen wie etwa die zu der Schweizer Privatbank Julius Bär 2008 sowie weitere, anschließende WikiLeaks-Coups. Den Höhepunkt bildet die spektakuläre Veröffentlichung US-amerikanischer Militärdokumente 2009 und 2010, die – einem Teilgeständnis sowie der Ansicht der US-Behörden zufolge – großteils auf den IT-Spezialisten und Armyangehörigen Bradley Manning zurückgehen sollen und deren Teilpublikation schließlich zur Abschaltung von WikiLeaks führte.
In den Vordergrund rückt Inside WikiLeaks weniger die spektakulären Veröffentlichungen der Plattform – wie etwa das Collateral Murder-Videomaterial mit Erschießungen von Zivilisten im Irak aus einem Hubschrauber heraus. Dramaturgischer Höhepunkt ist vor allem die Zusammenarbeit mit den Vertretern von Spiegel, Guardian und New York Times – jenen Medien, die bereit waren, die WikiLeaks-Informationen unter bestimmten Bedingungen zu publizieren. Ebenso wie Domscheit-Bergs Buch rückt auch der Film stark den Konflikt in den Mittelpunkt, der schließlich zum Bruch zwischen Domscheit-Berg und Assange führte: die Frage, unter welchen Modalitäten die brisanten Dokumente publiziert werden sollen. Während Domscheit-Berg und die beteiligten Journalisten eine redigierte Veröffentlichung anvisieren (unter anderem, um potenziell gefährdete Quellen zu schützen), besteht Assange auf einer Veröffentlichung des kompletten Datenmaterials. Chronologisch endet der Film mit der von Domscheit-Berg veranlassten Abschaltung der zentralen WikiLeaks-Software 2010. Schlussszene des Films ist ein fiktives Interview mit Julian Assange in der Londoner Botschaft von Ecuador.
Darstellungstechnisch erhebt der Film zwar den Anspruch, eine authentische Geschichte zu erzählen. Der Plot orientiert sich großteils an der realen Geschichte von WikiLeaks bzw. der Darstellung von Daniel Domscheit-Berg sowie den beiden Guardian-Journalisten, die am sogenannten „Cablegate“ beteiligt waren. Einige Elemente der Handlung sind allerdings fiktionaler Natur – beispielsweise Details des Zusammentreffens von Julian Assange mit der Familie von Daniel Domscheit-Berg sowie die im Film enthaltene Liebesgeschichte.

## Produktion und Vermarktung

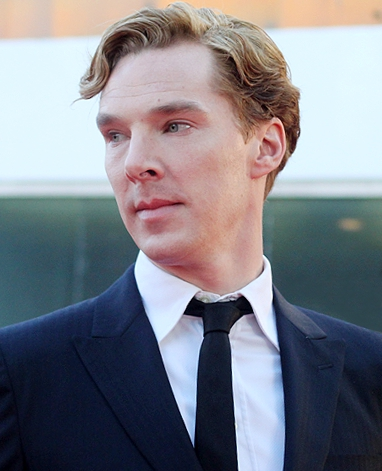
Benedict Cumberbatch (2011)
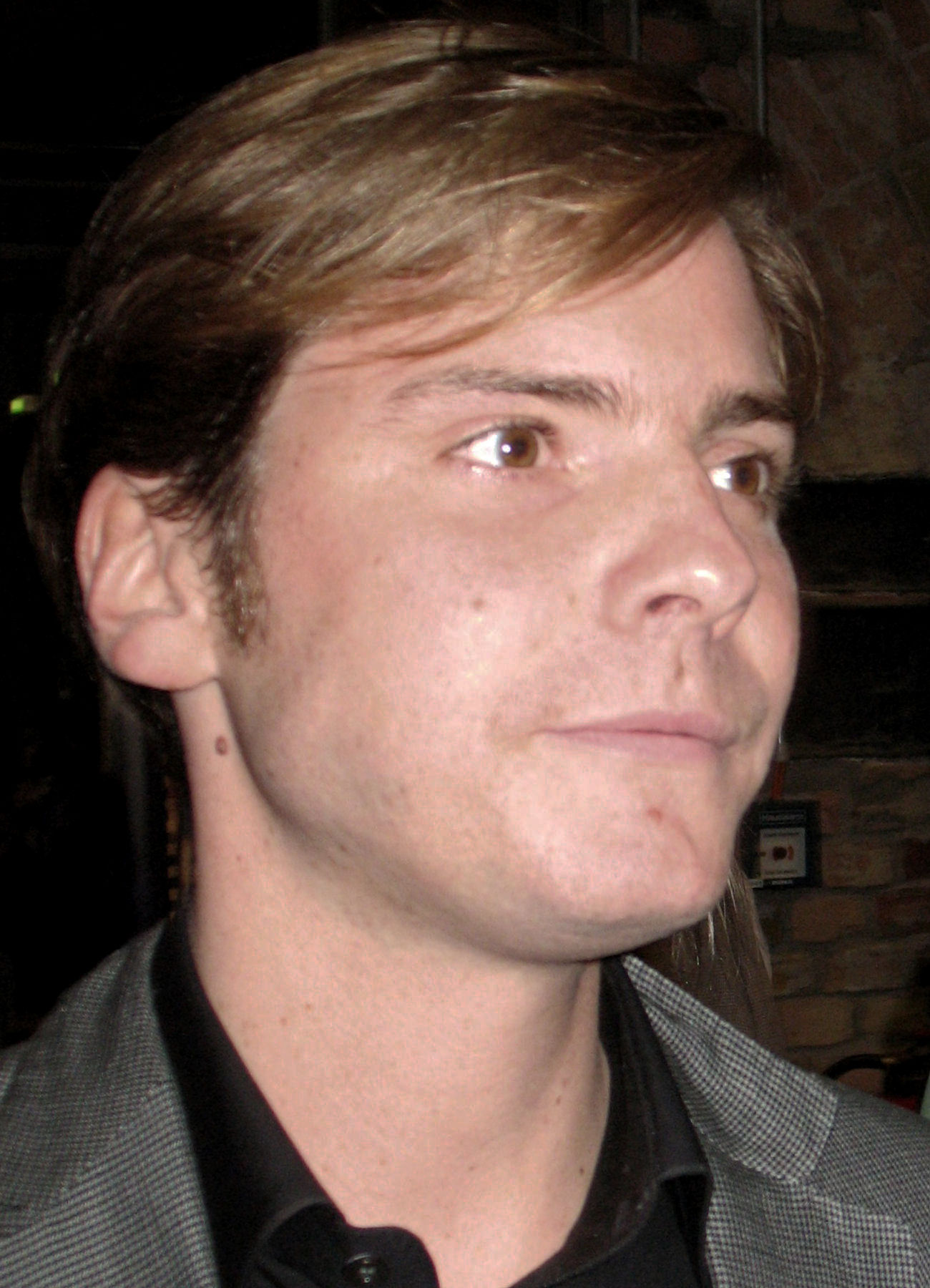
Daniel Brühl (2009)
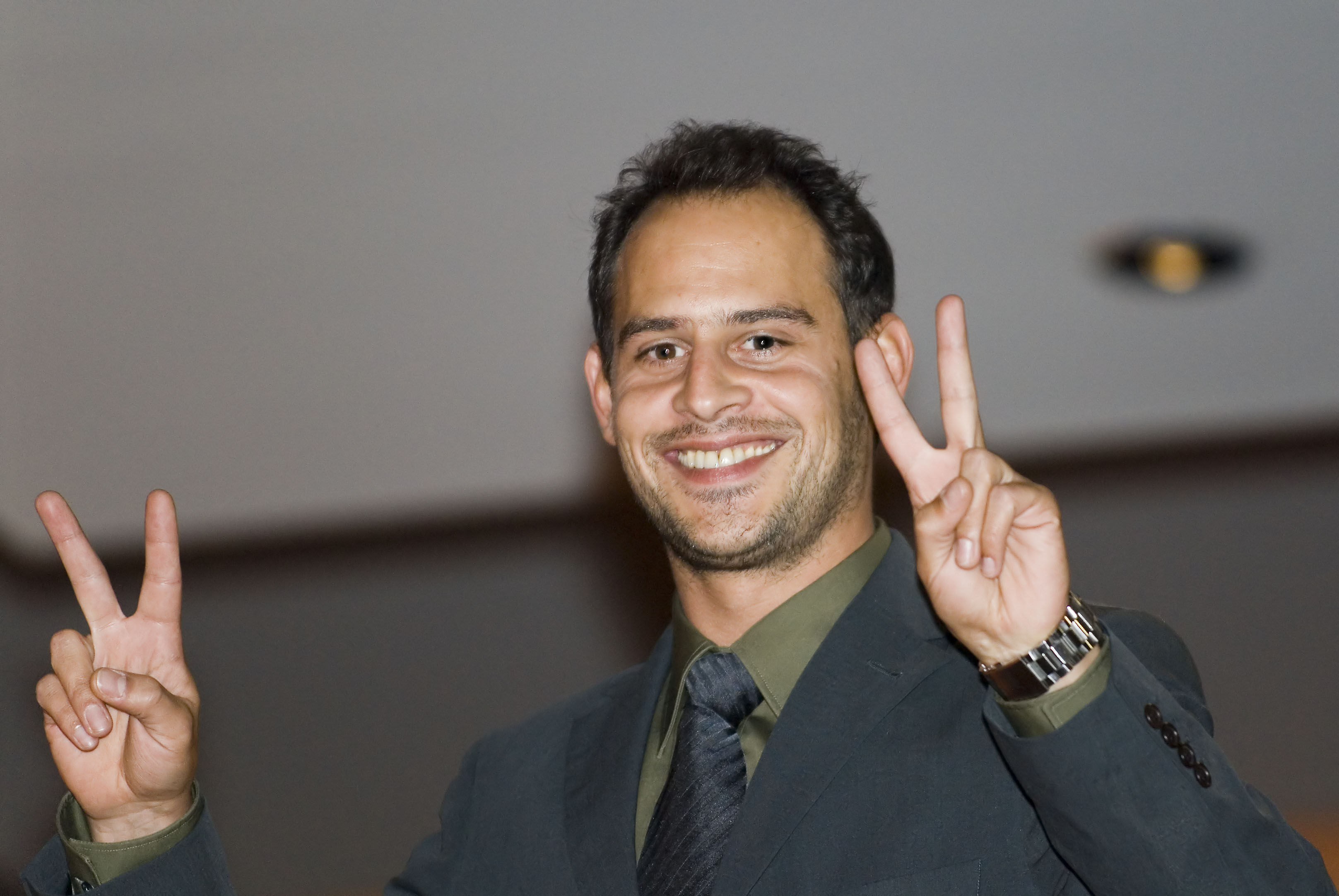
Moritz Bleibtreu (2007)
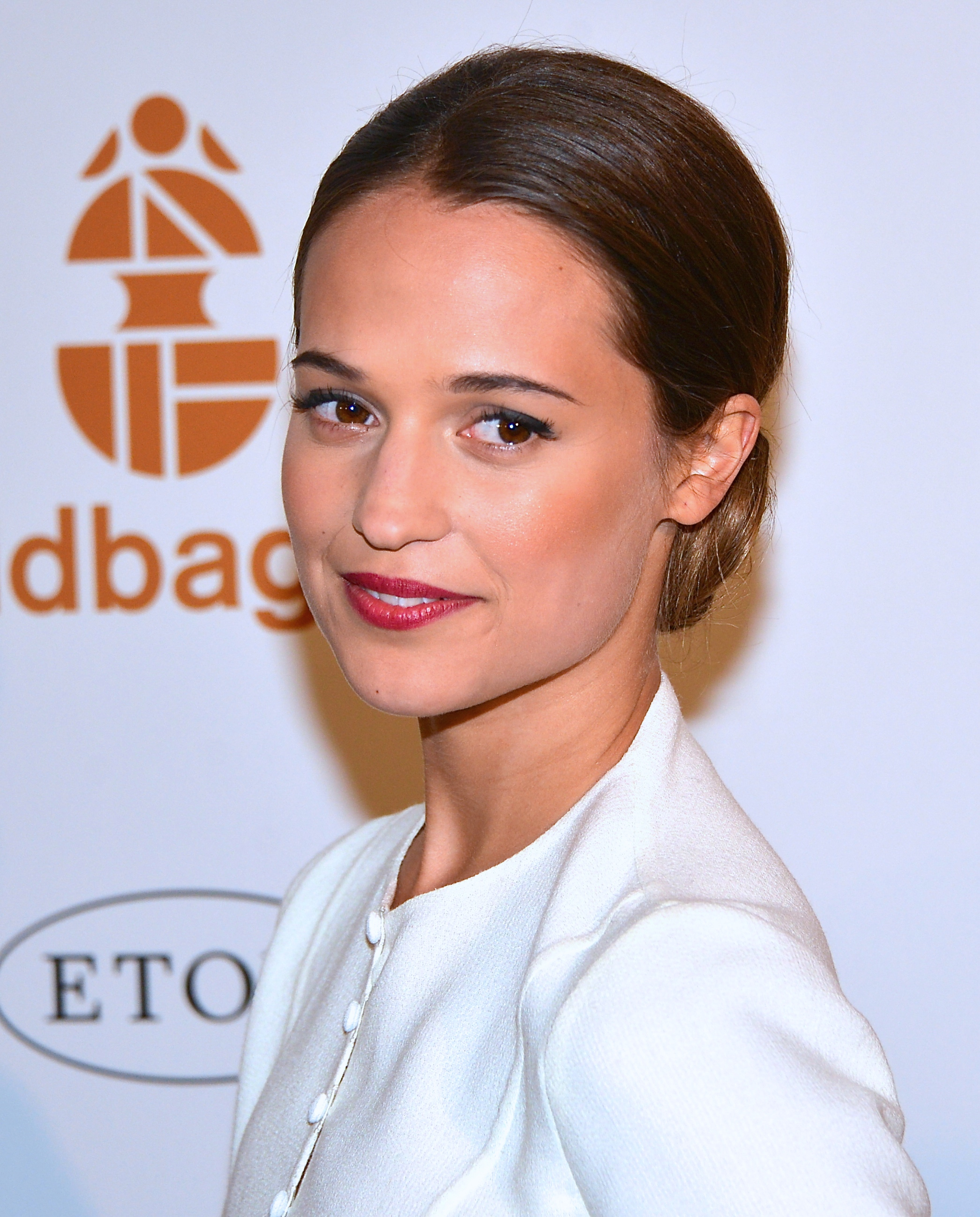
Alicia Vikander (2013)
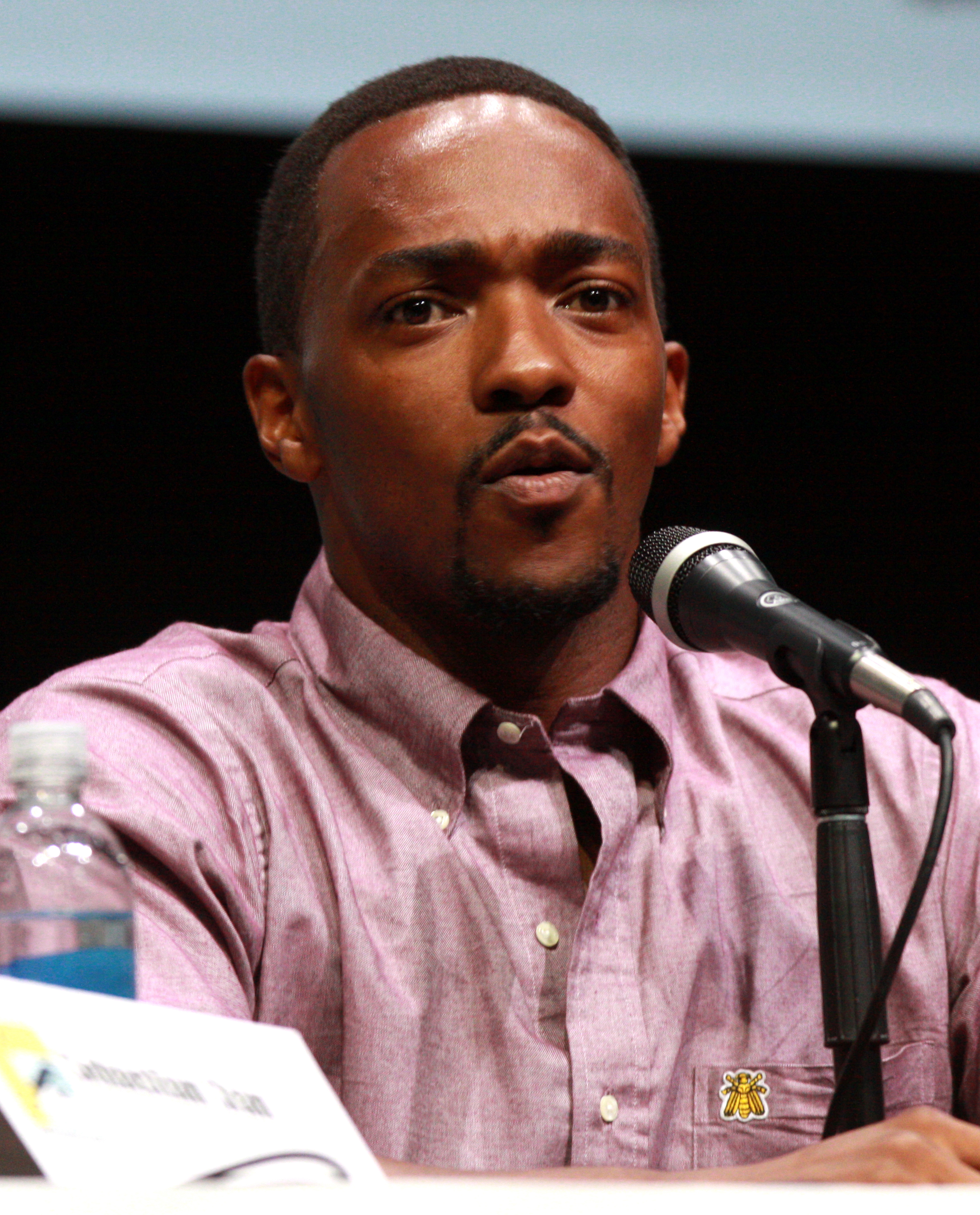
Anthony Mackie (2013)
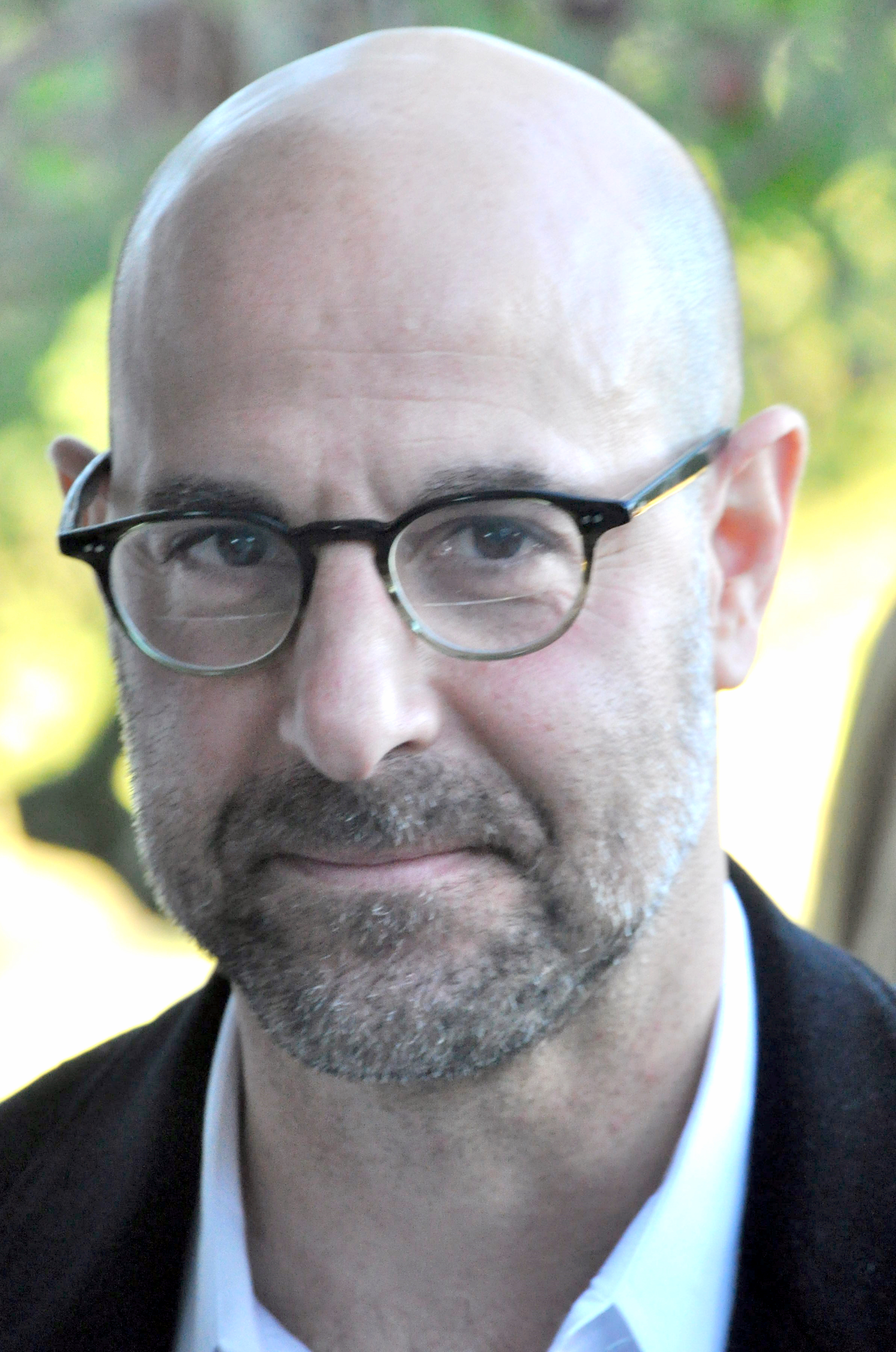
Stanley Tucci (2010)
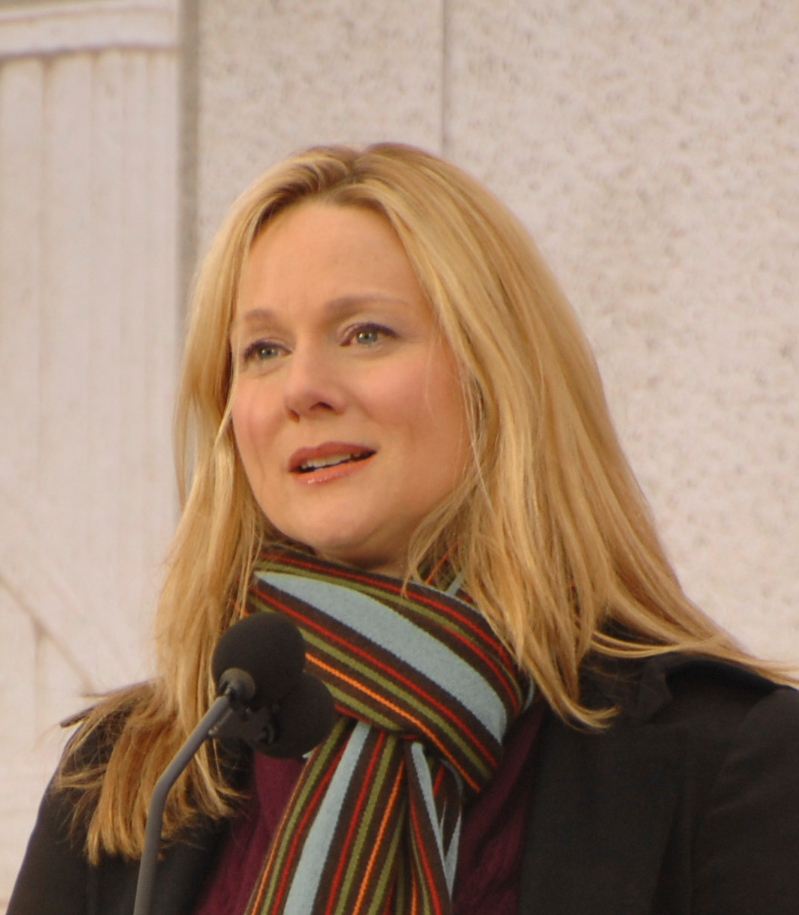
Laura Linney (2009)
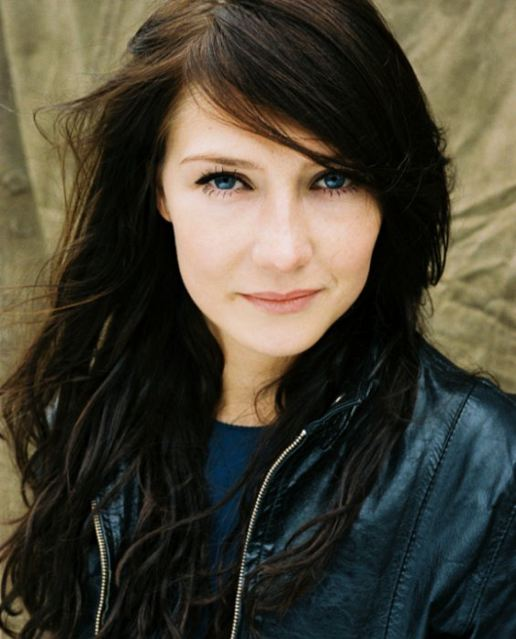
Carice van Houten
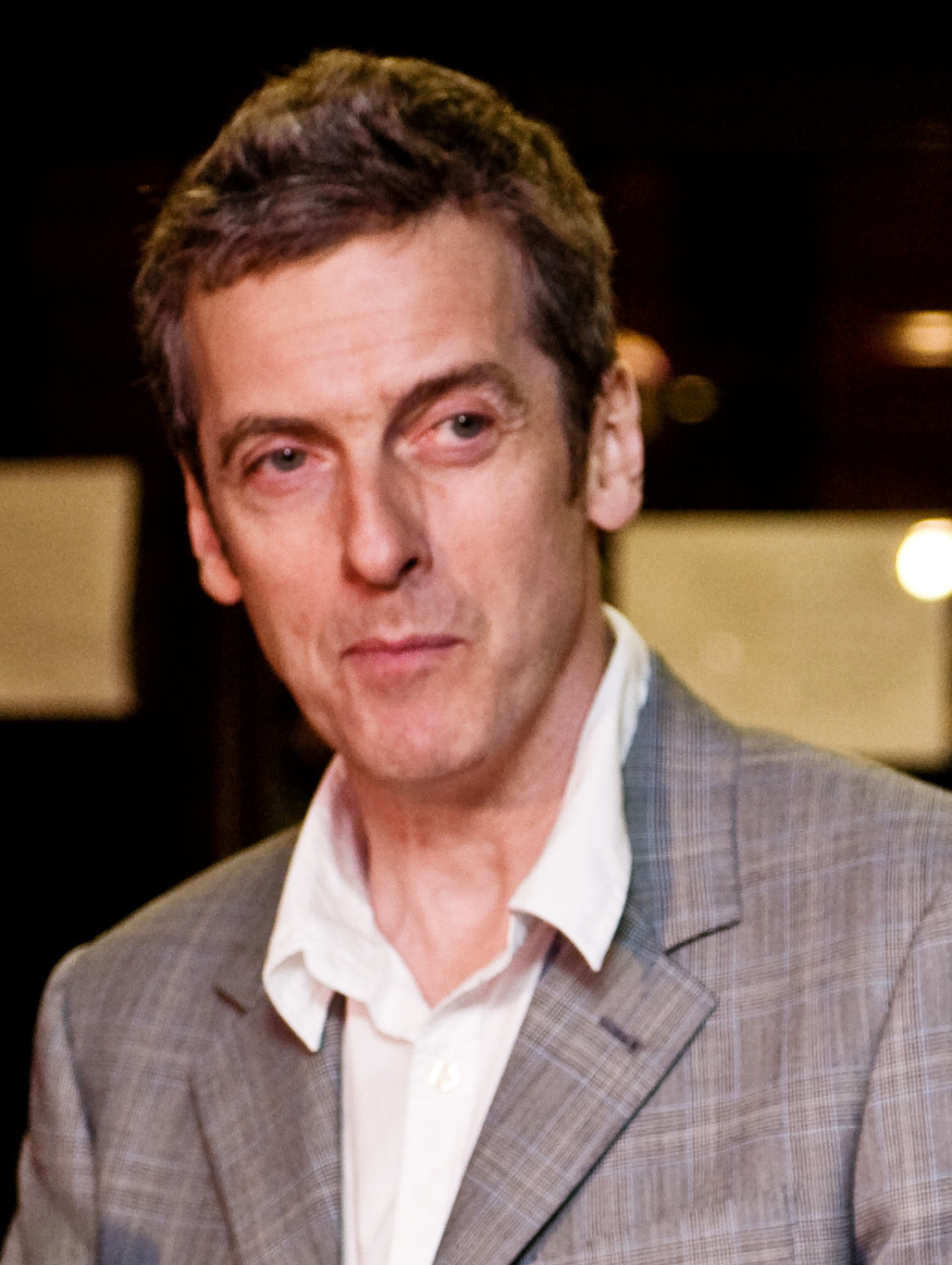
Peter Capaldi (2009)
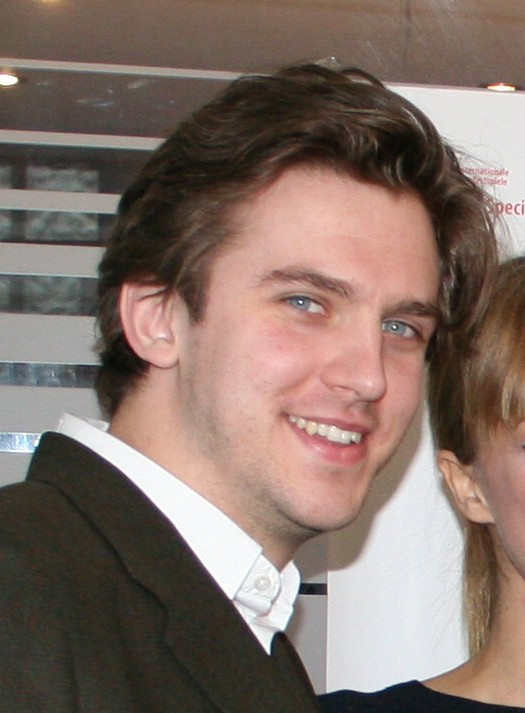
Dan Stevens (2009)

Laut einem Artikel auf der Internetplattform heise online basiert der Film zu drei Vierteln auf dem Buch von Daniel Domscheit-Berg und zu einem Viertel auf dem der beiden britischen Journalisten Leigh und Harding. Produktionsfirmen waren Steven Spielbergs DreamWorks und der Disney-Ableger Touchstone Pictures. Inside WikiLeaks wird  von Walt Disney Studios Motion Pictures international vertrieben. In Europa, dem Nahen Osten und Afrika übernehmen unabhängige Vertriebspartner diesen Teil. Die Dreharbeiten für Inside WikiLeaks begannen am 23. Januar 2013. Drehorte waren Städte wie z. B. Lüttich (im und am Bahnhof Liège-Guillemins) und Berlin. Als Alternative zu den beiden Hauptdarstellern Brühl und Cumberbatch waren eine Zeitlang die beiden Schauspieler James McAvoy und Jeremy Renner im Gespräch. Während Daniel Brühl und der echte Daniel Domscheit-Berg einen regen Austausch pflegten, um die Rolle Domscheit-Bergs authentischer zu gestalten, äußerte sich Julian Assange mehr und mehr ablehnend zu dem Filmprojekt. Der Film selbst wurde mit einer internationalen Besetzung gedreht. Nebenrollen spielten unter anderem die deutschen Schauspieler Moritz Bleibtreu, Ludger Pistor, Axel Milberg und Edgar Selge, die britischen Schauspieler Dan Stevens und Peter Capaldi sowie die US-Amerikaner Anthony Mackie, Stanley Tucci und Laura Linney. Die isländische Piraten-Politikerin Birgitta Jónsdóttir wurde von der niederländischen Schauspielerin Carice van Houten gespielt, Domscheit-Bergs Lebenspartnerin Anke Domscheit-Berg von der schwedischen Schauspielerin und Tänzerin Alicia Vikander. Die Filmmusik komponierte der Dirigent und Orchestrator Carter Burwell. Interpreten einzelner Titel sind der brasilianische Drum-and-Bass-Musiker Amon Tobin, die britische Electronicmusikerin Emika sowie die australische Psychedelic-Rock-Band Tame Impala. Der Soundtrack erschien am 8. Oktober bei Lakeshore Records.
Die Weltpremiere von Inside WikiLeaks fand beim Toronto International Film Festival im September 2013 statt. Deutschlandpremiere war – neun Tage vor dem offiziellen Kinostart – am 21. Oktober in der Kulturbrauerei im Berliner Ortsteil Prenzlauer Berg. Anwesend waren unter anderem die beiden Filmschauspieler Daniel Brühl und Edgar Selge, Daniel Domscheit-Berg sowie Anke Domscheit-Berg, Politiker Philipp Rösler, der Produzent Oliver Berben, die beiden Schauspieler Thomas Heinze und Tom Schilling und der bei den Piraten engagierte Musiker und Ex-Grüne Bruno Kramm.
Die Einspielergebnisse blieben, trotz der eher unterdurchschnittlichen Produktionskosten, deutlich hinter den Erwartungen zurück. Dem Onlinebranchendienst Meedia zufolge war der Start in den USA ein Flop: So habe der Film am Startwochenende lediglich 1,7 Millionen Dollar eingespielt – ein Ergebnis, das bei DreamWorks-Produktionen eher im unteren Bereich liege.

## Auseinandersetzungen und öffentliche Resonanz
Kontroversen um Inhalt und Ausrichtung des Films hatte es bereits im Vorfeld gegeben. Streitpunkte waren vor allem die Darstellung von WikiLeaks-Gründer Julian Assange sowie die Darstellung des Konflikts um die Veröffentlichung der US-Militärdokumente, der zum Zerwürfnis zwischen Domscheit-Berg und Assange geführt hatte. Julian Assange war bereits frühzeitig auf Abstand gegangen. In mehreren E-Mails und Briefen bat er Hauptdarsteller Cumberbatch, von dem Filmprojekt Abstand zu nehmen. Vor dem Erscheinen veröffentlichte er E-Mails an Cumberbatch, in denen er diesen als „Hired Gun“ bezeichnete und als jobbenden Schauspieler, der bezahlt werde, einem Script zu folgen, egal wie verzerrt es sei. Darüber hinaus äußerte Assange den Verdacht, der Film diene letzten Endes der Propagierung einer außenpolitischen Agenda – konkret: der propagandistischen Vorbereitung eines Kriegs gegen den Iran. Als Alternative in Sachen Geschichte von WikiLeaks empfahl er den von WikiLeaks produzierten Dokumentarfilm Mediastan, der ab Mitte Oktober 2013 über das Internet vertrieben wurde – beispielsweise über die Videoplattform Vimeo. Differenzen gab es darüber hinaus auch mit dem Chaos Computer Club (CCC). So durften bestimmte Szenen lediglich unter der Auflage gedreht werden, dass das Logo des CCC im Film nicht gezeigt wird.
Die Rezensionen in den USA unmittelbar nach der Filmpremiere waren gemischt. Einige Medien – beispielsweise der Daily Telegraph und das Entertainment-Branchenblatt Variety – vertraten die Ansicht, der Film sei überambitioniert bzw. werde der Komplexität des Stoffs nicht gerecht. Lobende Anerkennung erfuhr der Film hingegen seitens des Guardian sowie des US-Wochenmagazins Entertainment Weekly. Ähnlich gemischt waren die Stimmen nach der deutschen Premiere. Der Spiegel führte in einer Online-Rezension vor allem formale Mankos auf sowie die schlechte Darstellbarkeit von Geschehnissen, die sich hauptsächlich zwischen Tastatur und Bildschirm abspielen. Darüber hinaus sei Inside WikiLeaks auch nicht sehr spannend. Insbesondere die Motivation der eigentlichen Hauptperson, Julian Assange, bleibe blass und nebulös. Auf die widersprüchliche Figur des WikiLeaks-Gründers kaprizierte sich auch die Kritik des Rezensenten von faz.net. Das Filmkritikportal critic.de merkte in seiner Rezension an, dass dem Film etwas Bescheidenheit besser getan hätte. Die Macher scheiterten daran, nicht einen, sondern den Wikileaks-Film machen zu wollen. Positiv-interessiert fielen hingegen Ankündigungen und Filmtexte beim Branchendienst FBW mit der Verleihung des Prädikats „besonders wertvoll“ sowie auf der Onlineseite des Stern aus. Der SZ-Feuilletonist Andrian Kreye nennt den Film ein Melodram und keinen Politthriller, der er unter der Ägide eines Oliver Stone, Steven Soderbergh oder George Clooney hätte werden können. Für ihn ist der Film ein „Phänomen des Pop, der seine Kraft schon immer aus dem Radical Chic der Subkulturen zog.“ Positiv wertete den Film auch der Musiker und Piraten-Aktivist Bruno Kramm: Der Film mache die durch WikiLeaks aufgeworfenen Fragen einem breiteren Publikum bekannt. Die im Film aufgeworfenen Probleme, so Kramm in seinem Weblog, seien in gewisser Weise vergleichbar mit den aktuellen Positionen der Piratenpartei zum Thema Datenschutz: Auch hier reiche das Spektrum aktuell von entschiedenem Datenschutz bis hin zu Post-Privacy-Befürwortern.